# Euthalia asvatha
Euthalia asvatha är en fjärilsart som beskrevs av Hans Fruhstorfer 1913. Euthalia asvatha ingår i släktet Euthalia och familjen praktfjärilar. Inga underarter finns listade i Catalogue of Life.